# Sněženský potok (přítok Svatavy)
Sněženský potok je menší horský tok v Krušných horách v okrese Sokolov v Karlovarském kraji, pravostranný přítok Svatavy. Po celou délku toku protéká potok přírodním parkem Leopoldovy Hamry.
Délka toku měří 4,2 km. Plocha povodí činí 6,4 km².

## Průběh toku
Potok pramení v Krušných horách v nadmořské výšce okolo 680 m u západního okraje Sněžné, části města Kraslice. Pramen se nachází na svahu Sněženského vrchu (742 m), asi 800 m jihozápadně od vrcholu. Od pramene protéká potok pastvinami jižním, později jihovýchodním směrem. Neobydlenou krajinou protéká v hluboce zařízlém údolí pod strmými svahy okolních kopců. Směr toku se mění na východní, potok protéká chatovou osadou na hranici katastrálních území Mlýnská a Sněžná, podtéká železniční trať Sokolov–Kraslice a vzápětí se v Anenském údolí vlévá do Svatavy jako její pravostranný přítok.